# Huixtocihuatl
En la mitologia asteca, Huixtocihuatl (o Uixtochihuatl, Uixtociuatl) era una deessa de la fertilitat que presidia la sal i l'aigua salada. Els asteques la consideraven la germana gran dels déus de la pluja, inclòs Tlàloc. Gran part de la informació que es coneix sobre Huixtocihuatl i com la celebraven els asteques prové dels manuscrits de Bernardino de Sahagún. El seu Còdex florentí explica com Huixtocihuatl va esdevenir el déu de la sal. Registra que Huixtocihuatl va enfadar els seus germans petits burlant-se d'ells, de manera que la van expulsar a les salines. Va ser allà on va descobrir la sal i com es va crear. Tal com es descriu en el segon llibre del Còdex florentí, durant Tecuilhuitontli, el setè mes del calendari asteca, hi havia una festa en honor a Huixtocihuatl. El festival va culminar amb el sacrifici de l'ixiptla d'Huixtocihuatl, l'encarnació de la deïtat en forma humana.

## Associacions
Huixtocihuatl era considerat un déu proveïdor juntament amb Chicomecoatl i Chalchiuhtlicue. Les tres eren germanes que juntes van proporcionar a l'home tres elements essencials per a la vida: sal, menjar i aigua.
Al Codex Telleriano-Remensis, Huixtocihuatl està associat a la deessa Ixcuina, que representava la brutícia i els excrements. Aquesta relació suggereix que Huixtocihuatl probablement estava associat amb l'orina, que es considerava salada i impura. La seva associació amb els déus proveïdors no era necessàriament positiva, i la seva associació amb l'orina i la brutícia no era necessàriament negativa. Els asteques van reconèixer la brutícia i el desordre com una etapa vital en els patrons de creixement i renovació.

## Iconografia
Primeros Memoriales, un manuscrit escrit per Bernardino de Sahagún abans del seu Còdex florentí, conté una descripció de Huixtocihuatl acompanyada d'una il·lustració. Els asteques creien que l'essència d'una deïtat podia ser capturada per un imitador humà, o ixiptla, del déu. Primeros Memoriales, doncs, il·lustra i descriu la semblança d'Huixtocihuatl, que hauria encarnat el déu de la sal. La descripció de Sahagún segueix de prop la seva il·lustració associada, dient:
"La seva pintura facial és groga. / La seva corona de paper té una cresta de plomes de quetzal. / Els seus taps per les orelles d'or. / El seu torn té el disseny de l'aigua. / La seva faldilla té el disseny d'aigua. / Les seves campanes petites. / Les seves sandàlies. / El seu escut té el disseny del nenúfar. / A la seva mà té el seu bastó de canya."
Al Còdex florentí, Sahagún amplia la seva descripció d'Huixtocihuatl, descrivint l'aspecte de la deïtat capturada pel imitador. Sahagún compara la seva pintura facial, el seu vestit i les plomes amb una planta de blat de moro en antítesi. Ell diu,

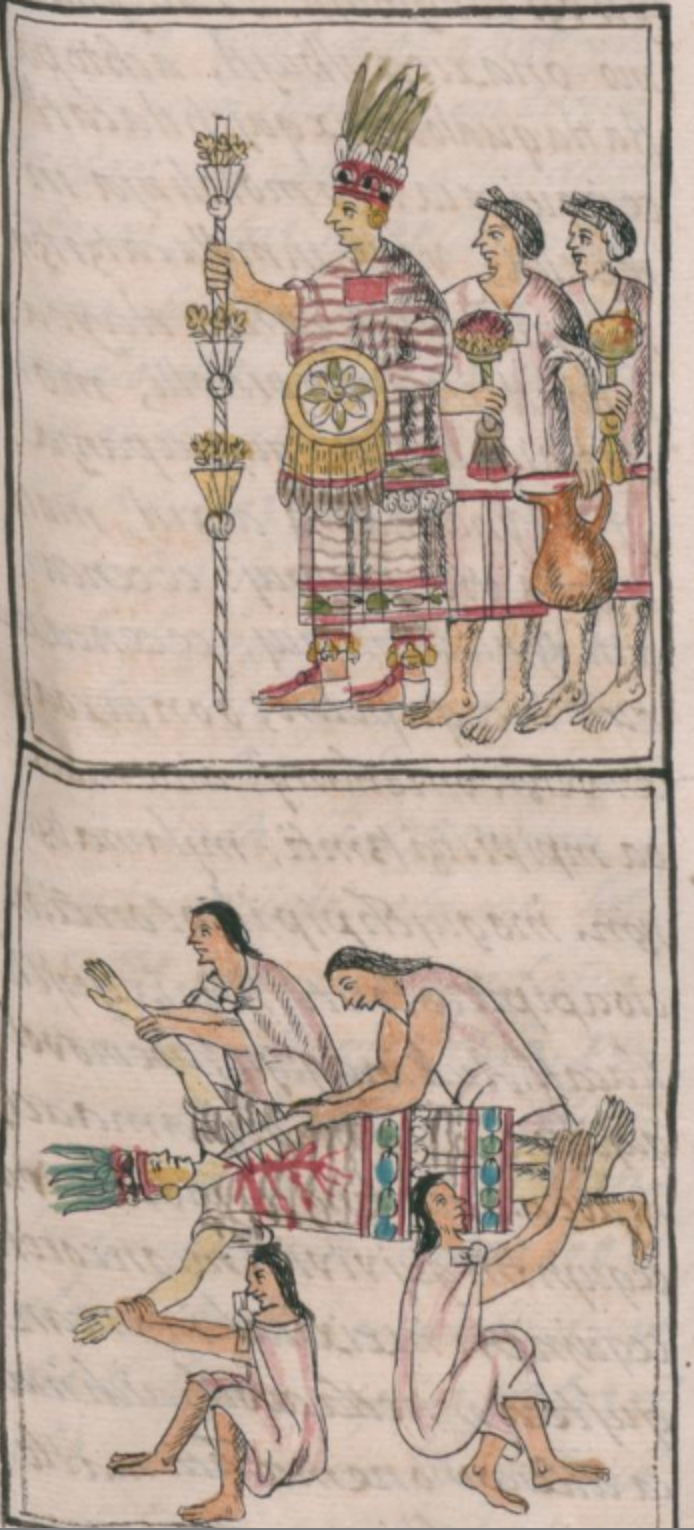
Il·lustració del segle XVI del llibre 2n, capítol 26 del Còdex florentí de Sahagún. El panell superior representa la imitació d'Huixtocihuatl en una processó, mentre que el panell inferior representa els sacerdots sacrificant-la. Tingueu en compte la semblança de l'ixiptla amb una planta de blat de moro en flor.

"La seva pintura i ornamentació [cara] eren grogues. Això era d'ocre groc o el [groc] de les flors de blat de moro. I [portava] la seva gorra de paper amb plomes de quetzal en forma de borla de blat de moro. Era de moltes plomes de quetzal, ple de plomes de quetzal, de manera que estava cobert de verd, baixant, brillant com plomes verdes precioses."
Sahagún continua descrivint les altres característiques notables d'Huixtocihuatl. Assenyala que la seva camisa i la seva faldilla estaven brodades amb un disseny que emulava l'aigua. La vora de la camisa i la faldilla tenien un disseny de núvol. Aquestes característiques, més relacionades amb l'aigua que amb la sal, poden reflectir els vincles familiars d'Huixtocihuatl amb els déus de l'aigua. Sahagún també assenyala que li van enganxar als turmells i les cames campanes lligades a una pell d'ocelot. Aquestes campanes feien un soroll simfoniós quan caminava. Sahagún també ofereix detalls sobre les sandàlies, l'escut i el bastó de canya d'Huixtocihuatl. El seu escut estava cobert amb un disseny de fulles de nenúfar, penjat amb plomes grogues de lloro i girava per l'ixiptla quan ballava. El bastó de canya també va tenir un paper important per a l'ixiptla, ja que era el que feia servir per marcar el ritme de les cançons durant la festa en honor seu.

## Ritual
Durant Tecuilhuitontli, el setè mes del calendari asteca que es produïa al juny, hi havia un festival en honor seu. Durant el festival, es considerava que una dona era l'ixiptla, o l'encarnació, de Huixtocihuatl. Aquella dona seria sacrificada al final del festival.
Bernardino de Sahagún dedica el segon llibre del Còdex florentí a descriure les diferents cerimònies dels asteques. El capítol vint-i-sisè d'aquest llibre ofereix detalls sobre les cerimònies de Tecuilhuitontli, centrant-se en la festa en honor a Huixtocihuatl. Els fabricants de sal honraven la divinitat amb danses que duraven deu dies. Les filles dels saliners, i moltes més, es dedicaven a aquests balls. En el Còdex Florentí, Sahagún descriu el ventall de participants al festival de Huixtocihuatl. Ell diu,
"Tots es van reunir i van ocupar el seu lloc, la gent de la sal i els saliners: les velles, les dones madures, les donzelles i les donzelles recentment madurades".

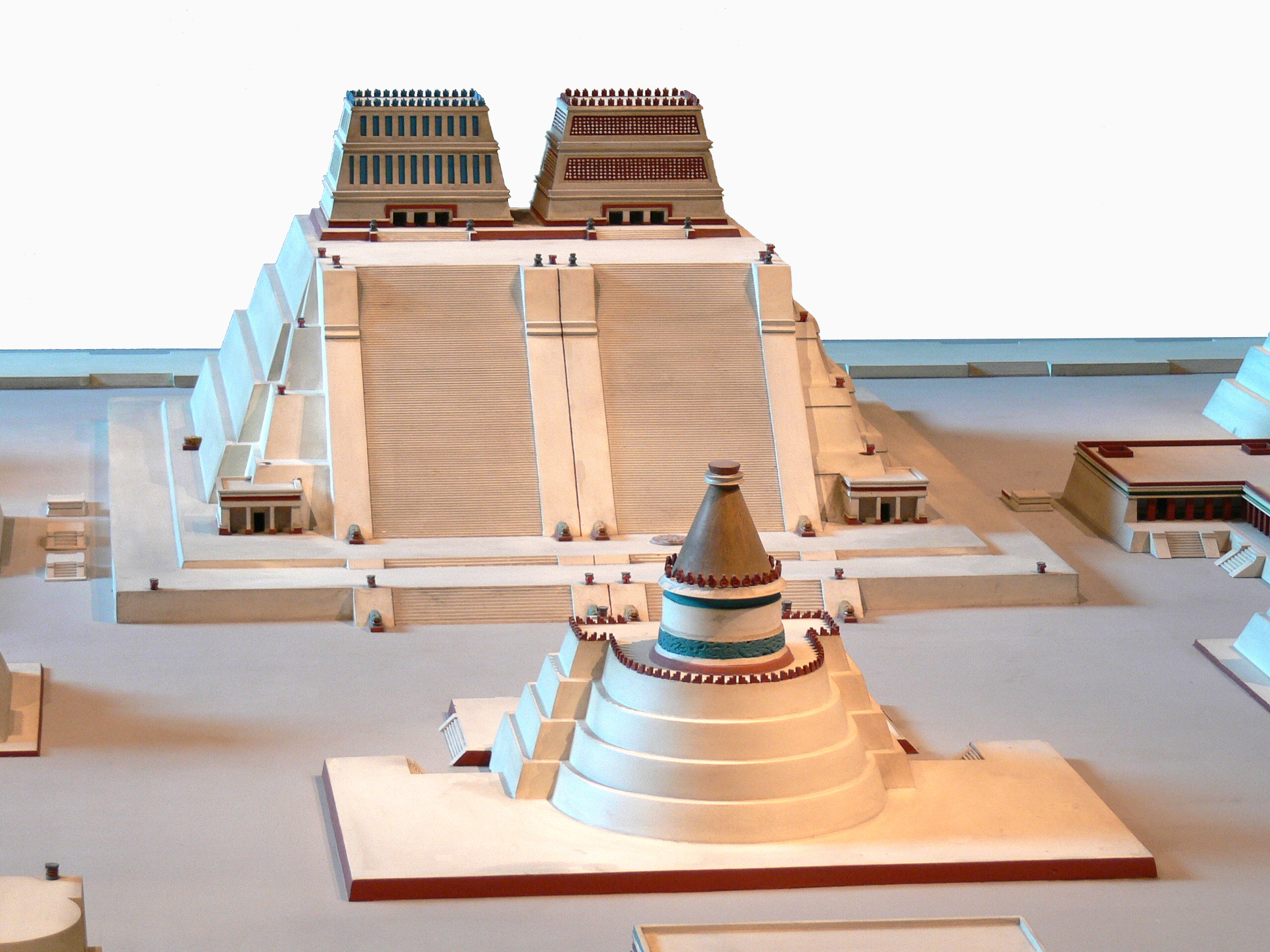
Reconstrucció del Temple Major al Museu Nacional d'Antropologia de la Ciutat de Mèxic. El temple de l'esquerra estava dedicat a Tlaloc, la divinitat de l'aigua. L'ixiptla d'Huixtocihuatl seria sacrificada al temple de Tlaloc l'últim dia de Tecuilhuitontli.

La dansa va tenir un paper important a Tecuilhuitontli. Els ballarins es disposaven en fileres i cantaven cançons amb un gran tremolor. Sahagún apunta que les seves veus "sonaven com una campana". Mentre les dones cantaven i ballaven, els homes i els ancians dirigien els ballarins. Els ballarins portaven garlandes d'iztauhyatl, la flor d'artemisia, mentre que els que observaven el festival portaven la flor. El cant i la dansa en honor a Huixtocihuatl continuaven durant deu dies, i culminaven l'últim dia de Tecuilhuitontli, quan els sacerdots sacrificaven l'ixiptla al santuari dedicat a Tlaloc al Temple Major. Els ballarins escortaven la semblança d'Huixtocihuatl al temple. Els captius, per ser assassinats juntament amb l'ixiptla, també s'unien a la processó fins al temple. Els sacerdots, adornats amb plomes de quetzal, mataven primer els captius. Sahagún subratlla la importància del sacrifici dels captius. Va escriure que els captius serien,
"Els seus companys, els seus companys de mort; qui havien de ser els primers, qui moririen [primer]".
Sahagún continua la seva descripció del sacrifici d'Huixtocihuatl amb detalls vívids de la matança ritual. Els sacerdots utilitzaven el musell afilat d'un peix espasa per tallar-li el coll i després el pit. Després, els sacerdots li van tallar el cor, el van aixecar com a ofrena i el van guardar en un pot de pedra verda. Sahagún explica que després del sacrifici, la gent es va escampar i va celebrar el final de la festa amb banquets. Tots els que estaven afiliats a la sal bevien vi. Sahagún descriu l'ambient de la nit, assenyalant que els participants del festival estaven borratxos quan es van anar a dormir.